# Фулендорф (Передняя Померания)
Фулендорф (нем. Fuhlendorf) — община в Германии, в земле Мекленбург-Передняя Померания.
Входит в состав района Северная Передняя Померания. Подчиняется управлению Барт. Население составляет 922 человека (на 31 декабря 2010 года). Занимает площадь 17,04 км².